# Roncq
Roncq è un comune francese di 12 897 abitanti situato nel dipartimento del Nord nella regione dell'Alta Francia.
I suoi abitanti si chiamano Roncquois.
Lo stemma si blasona così: «D'argent aux trois lionceaux de sables armés et lampassés de gueules.»
A Roncq è stata fondata l'azienda di distribuzione di abbigliamento Kiabi.

## Società

### Evoluzione demografica
Abitanti censiti

## Amministrazione

### Gemellaggi
- Delbrück
- Todmorden